# Волошин Дмитро Сергійович
Дмитро́ Сергі́йович Воло́шин — український військовик, полковник Збройних сил України, учасник російсько-української війни. Командир 8-го корпусу десантно-штурмових військ (з 2025).

## Життєпис
Народився у місті Верхівцеве.
За час своєї багаторічної військової служби полковник Дмитро Волошин служив в 25 ОПДБр, 81 ОАеМБр, 46 ОАеМБр, 82 ОДШБр.
З 2024 року командир 82-ї десантно-штурмової Буковинської бригади. Під його командуванням підрозділи 82-ї бригади ДШВ вели успішні бойові дії на півночі Харківської області в районі міста Вовчанськ, де зупинили російський наступ. Із серпня 2024 бере участь в операції на Курщині.
25 квітня 2025 року українські ЗМІ повідомили, що Дмитро Волошин командував 8-м корпусом десантно-штурмових військ.

## Особисте життя
Одружений, має сина.

## Нагороди
- Герой України (30 вересня 2024) — за особисту мужність і героїзм, виявлені у захисті державного суверенітету та територіальної цілісності України, самовіддане служіння Українському народові.[5]
- орден Богдана Хмельницького II ступеня (2022) — за особисту мужність і самовіддані дії, виявлені у захисті державного суверенітету та територіальної цілісності України, вірність військовій присязі.[6]
- орден Богдана Хмельницького III ступеня (2014) — за особисту мужність і героїзм, виявлені у захисті державного суверенітету та територіальної цілісності України, вірність військовій присязі під час російсько-української війни.[7]